# 陳江和 (企業家)
陳江和（1949年12月25日—，原名Tan Kang Hoo），男，祖籍中國福建莆田，生于印度尼西亚棉兰，印尼華裔企業家，新加坡金鷹集團董事長。2008年的時候，他被富比士雜誌評選為印尼首富，總資產達28億美金（於富比士富豪榜排第418名）。

## 生平
陈江和1949年12月25日生于印尼北蘇門答臘省棉兰市，是七个男孩子中的长子。他的父亲是來自中國福建省莆田縣（今莆田市）的移民。1966年，苏哈托新秩序政府强行关闭了中文学校。由于其父母的中国公民身份，他被禁止就讀於国立学校，因而輟學。
在父亲突然辞世后，陈江和接管了家庭的小生意。经过努力，他渐渐将业务从最基本的贸易发展成为为跨国公司建设输气管道的供应商，曾經為印尼國營石油公司Pertamina供應設備和材料。1972年石油危机期间，石油价格暴涨，陈江和抓住客户带来的机遇迅速扩展业务。有了第一桶金，1973年，陈江和又将精力投向了另一项业务。他注意到日本和台湾从印尼进口原木并把它们加工成夹板，再以高价返销给印尼。
陈江和意识到，在印尼发展自己的夹板厂是一个商机。然而，他必须先申请经营许可证。在苏哈托总统执政时代，经营许可证通常由军队的将军负责管理。陈江和无奈只能向将军提出申请。当他陈述了自己的工厂未来将对印尼的经济和就业所产生的推动作用后，将军立刻被说服了。1975年，苏哈托总统参加了工厂的落成典礼，之后该工厂开始运营。
陈江和是一位自学成才的企业家，但对于中途辍学仍然深感遗憾。他通过一本汉英词典一句一句地学习英文，最终在70年代中进入雅加达的商学院学习。他还曾去位于法国楓丹白露的欧洲工商管理学院进一步深造。
1997年，陈江和选择和其家人定居新加坡，并将公司总部设在那里。

## 商業活動

### 紙漿工業
1989年，陳江和在北蘇門答臘的多巴湖附近建了名為PT Inti Indorayon Utama的紙漿工廠，這也是金鷹集團最早建立的工廠之一。

### 新加坡金鷹集團
新加坡金鷹集團（Royal Golden Eagle International, 或 Raja Garuda Emas International, RGEI）是陳江和成立的一間控股公司，用來掌管旗下的紙漿、棕櫚油、能源等工業。此公司旗下有Asian Agri 、亞太能源集團、太平洋油氣有限公司等公司。

### 亞太能源集團
亞太能源集團（Asia Pacific Resources International Holdings Ltd, APRIL）是一個紙漿公司，每年生產兩百萬噸的紙漿。

## 慈善事業
他的紙漿公司由於破壞雨林而曾被環保團體攻擊，陳江和決定負起企業社會責任，在他的另一間紙漿廠（RAPP）的所在地廖內省廣設學校，並教育農民使用更不傷害環境的传统焚林开垦耕作方式，同时定期向世界野生动物基金会等各类非政府组织提交可持续发展报告，该组织曾经通过对话方式表达过他们对于廖内省森林的担忧。
同時，他也成立了陳江和基金會並頒發陳江和基金會學者獎。2007年，兩名印尼科學家因為他們的科技研究對社會的貢獻獲得了約130,000美金的獎金。
陳江和同時也是許多學校的贊助者。2005年，陈江和在新加坡捐资修建了欧洲工商管理学院图书馆，该馆于同年重新命名为“陈江和图书馆”。他还设立专项基金，来支持新加坡杜克-国立大学医学研究生院进行新陈代谢和内分泌的专项研究，并捐资卡内基梅隆大学用以设立“电气和计算机工程系陈江和教授基金”。他與他的妻子都被卡內基美隆大學列為最高等級贊助者，代表他贊助了大學至少超過一百萬元美金。他同時也是賓州大學華頓商學院的定期贊助者，因此得以進入該校的管理委員會，也曾經獲得該校的學院院長獎章。

## 爭議
- Beckkett Pte Ltd，一個他間接擁有29%權益的公司，在2001年曾因申索等問題對德意志銀行提告。該申索與一項據稱德意志 銀行在無正當程序情況下低價出售Beckkett Pte Ltd於PT Swabara Mining and Energy、PT Asminco Bara Utama、PT Indonesia Bulk Terminal及PT Adaro Indonesia直接或間接擁有的已抵押股份有關。該等股份乃由Beckkett Pte Ltd作為 PT Asminco Bara Utama所獲授100百萬美元的貸款(拖欠)的抵押品抵押予德意志銀行。新加坡在2007年判決德意志銀行勝訴，但 Beckkett 在 2009年向新加坡終審法院提起上訴後，Beckkett Pte Ltd勝訴，而判予Beckkett Pte Ltd的賠償金額正待法院評估。[12]。
- PT Inti Indorayon Utama（英语：PT Inti Indorayon Utama），他在北蘇門答臘的多巴湖附近的一間紙漿工廠曾經與當地居民發生一些糾紛。當地居民指控他的公司造成了當地許多污染，並不當砍伐林木且非法侵占土地。
- 他於1990年買下的銀行，PT Unibank Tbk在2001年被迫結業並負有未償還債務230百萬美元，但他卻因他所有的該銀行股份過低，及在事件爆發時他並非董事長等因素而無需為此事負責。印尼銀行重建組織（英语：Indonesian Bank Restructuring Agency）被迫必須替他的銀行償還存戶因銀行倒閉所損失的錢，而存戶卻包括了陳江和金鷹集團旗下的子公司[13]。
- 富比士雜誌指出，陳江和的總資產雖然可能超過28億美金，卻是印尼最大的債務人[14]。他同時也被認為與曼迪利銀行涉及的貸款醜聞有關，這同時也是印尼國內最大的貪腐醜聞。該銀行曾經貸款給陳江和的亞太資源集團[15] 。
- 2007年5月，印尼政府指控Asian Agri 集團的高階主管，包括陳江和先生涉嫌侵吞稅款[16]。印尼政府因此損失了超過7863億印尼盾，但是該公司卻表示此事為該公司的某一職員的個人行為，且該職員在盜領三百萬美金的公款後已經逃亡[3]。2012年12月，印尼最高法院判決 Asian Agri 必須償還2.52兆印尼盾（約2.6億美金）的稅金及罰金[17]。
- 他的公司PT Riau Andalan Pulp & Paper和亞太資源集團被指控非法伐木及破壞雨林。印尼環保團體Eyes on the Forest指出，雖然他已經經營了17年的紙漿事業，並擁有紙漿用木材供應特許權使他得以使用廖內省94萬公頃的土地，他的公司直到2012年仍然以砍伐自然森林為主要資源供應來源。2008年至2011年間，亞太能源集團砍伐了近14萬公頃的樹林，大約是這段其間消失的森林的27%。12個亞太能源集團的木材供應商中，有10位收到了可以砍伐樹木的許可，但頒發許可的兩名官員後來皆被監察院指控收賄，直至今日仍在入獄服刑中。2010年，亞太能源集團失去了森林管理委員會所頒發的認證[18]。
- 陳江和同時也被他的弟弟陳江海遺孀及遺孤指控非法侵占陳江海生前所擁有的公司股份。